# Galgenberg (Zeuthen)
Der Galgenberg ist ein 67 m ü. NHN hoher Berg in Brandenburg. Sein Gipfel liegt im Süden von Miersdorf (Zeuthen) nahe der Grenze zur Gemeinde Wildau im Landkreis Dahme-Spreewald.
Umgangssprachlich wird die Anhöhe auch Pulverberg genannt. Auf dem Gebiet des Berges und Bergrückens waren ab 1891 zwei Schießbahnen einer Pulverfabrik angelegt und betrieben worden. Die Schießbahnen und -stände waren  bis in die 1960er Jahre erkennbar, wurden dann jedoch zugeschüttet bzw. abgetragen. Von der Westflanke des Berges bis zum Ebbegraben erstreckt sich das Naturschutzgebiet Höllengrund – Pulverberg.